# 1989-es kolozsvári forradalmi események
1989. december 21-én Kolozsváron négy helyszínen tüntettek a gyári váltásból hazainduló munkások, akikhez mások is csatlakoztak. A karhatalom huszonhét embert megölt. Tizennégyen a Főtéren, kilencen a sörgyárnál, hárman az Astoria szállónál, egy pedig a Mărăști téren esett el, ebből heten magyarok voltak.

## Előzmények
1989-ben Tőkés László temesvári református lelkészt Papp László nagyváradi püspök felfüggesztette állásából, és bírósági végzés alapján el kellett volna hagynia a parókiát, de Tőkés László ezt megtagadta. A Magyar Televízió december 11-én sugárzott Panoráma című  műsorában beszámolt az őt és családját sújtó hatósági intézkedésekről, bírálta a bukaresti rezsimet, és kérte a nemzetközi közvélemény támogatását. 1989. december 15-én este a református hívek, majd mások is, magyarok és románok egyaránt élőláncot alkotva védték Tőkés Lászlót, ezzel kirobbantva a román forradalmat, amely hamarosan elsöpörte a Ceaușescu-rendszert.

## Az események
1989. december 21-e kora délutánján több gyári munkás rendezett csoportokban a belváros felé tartott. Négy helyszínen tüntettek: a Főtéren, az Astoria szállónál, majd a Mărăști téren és az Ursus sörgyárnál. A Főtéren az egyetemi könyvesbolt és a Continental szálloda előtt akkor (15 óra körül) már erős katonai jelenlét volt, amely többnyire fiatal újoncokból állt Carp Dando kapitány  vezetésével. A tömeg kommunista- és Ceaușescu-ellenes jelszavakat kiabált. Az eseményekről készült fényképeken több parkoló autó is látható, mindegyikben egy-egy személlyel. A katonákat látva Călin Nemeș színész, mellén széthúzott kabáttal, azt kiabálta a katonáknak, hogy lőjjék mellbe. A katonai források szerint egy néhány fős csoport (köztük Călin Nemeş is) rátámadt Carp Dandóra. A dulakodás során a kapitány fegyvere eldördült, megsebesítve Călin Nemeşt. Ezután a katonák parancsra tüzet nyitottak. A néhány percig tartó lövöldözésben többen földre estek, közöttük Călin Nemeș is, aki azonban túlélte a lövést. Másnap reggel, még Ceaușescu elmenekülése előtt, az egyetemi könyvesbolt kitört kirakatablakain több Moarte criminalilor!  (Halál a gyilkosokra) feliratú A4-es lapok voltak kiragasztva. A másik három helyszínen együttvéve majdnem ugyanannyi ember halt meg. Az, hogy  a katonaság mindegyik helyszínen a tüntetők odaérkezése előtt már jelen volt a szomszédos utcákban, nagyfokú szervezettségre utal. Mindegyik helyszínen a katonaság mellett jelen voltak a szekuritáté (román titkosrendőrség) emberei is, akik szintén lőttek.
Călin Nemeș felépült a sérüléséből, de nem tudta elviselni azt a közönyt, ami a következő éveket jellemezte, és 1993-ban önkezével vetett véget életének. 
A tüntetés megtorlásáért több feljelentés alapján, többéves huzavona után, 2006-ban a következő ítéleteket hozták: Ioachim Moga (megyei párttitkár) 8 év börtön, Iulian Topliceanu tábornok 10 év, Valeriu Burtea ezredes 9 év, Ioan Laurenţiu Cocan alezredes 9 év, Ilie Dicu százados 15 év.

## Az áldozatok névsora
Az áldozatok száma a különböző forrásokban változó, 26 és 29 között ingadozik. A Főtéri emlékoszlopnál 27 név szerepel, de azon rajta van Călin Nemeș neve is. 
Áldozatok (zárójelben az életkor, a *-gal jelöltek nem szerepelnek a rendőrségi jegyzőkönyvben):
Ballai Zoltán Csaba (18),  

Borbély István (28),   

Borș Grigore (28),  

Chican Ciuptu Fănel*, 

Chira Ioan (36)*,  

Cionca Iosif*,  

Cioara Viorel (50), 
 
Ciortea Emil(43),
 
Cristurean Rodica (26),
 
Egyedi Imre (57),
 
Inclezan Ioan (20),
 
Jurja Sorinel Dorinel (22),
  
Marin Vergica (70),

Matiș Lucian (29),
 
Merca Aurel (33),

Mișan Luminita Corina (21),
 
Nasc Adrian Gh. (32),
 
Pedestru Horia (44),
 
Pop Alexandru (40),
 
Pop Teodor (19),
 
Rus Ștefan,

Rusu Ioan (40)

Sabău Ioan (31),
 
Smical Adrian Dinu (28)*,
 
Szabó Attila (22 éves),
 
Szabó István (40),
 
Tamás Burgya József (20),
 
Țiclete Mihai Călin (29),
 
Văleanu Ioan (37).
Közvetett áldozat Călin Nemeș, aki 1993-ban öngyilkos lett.

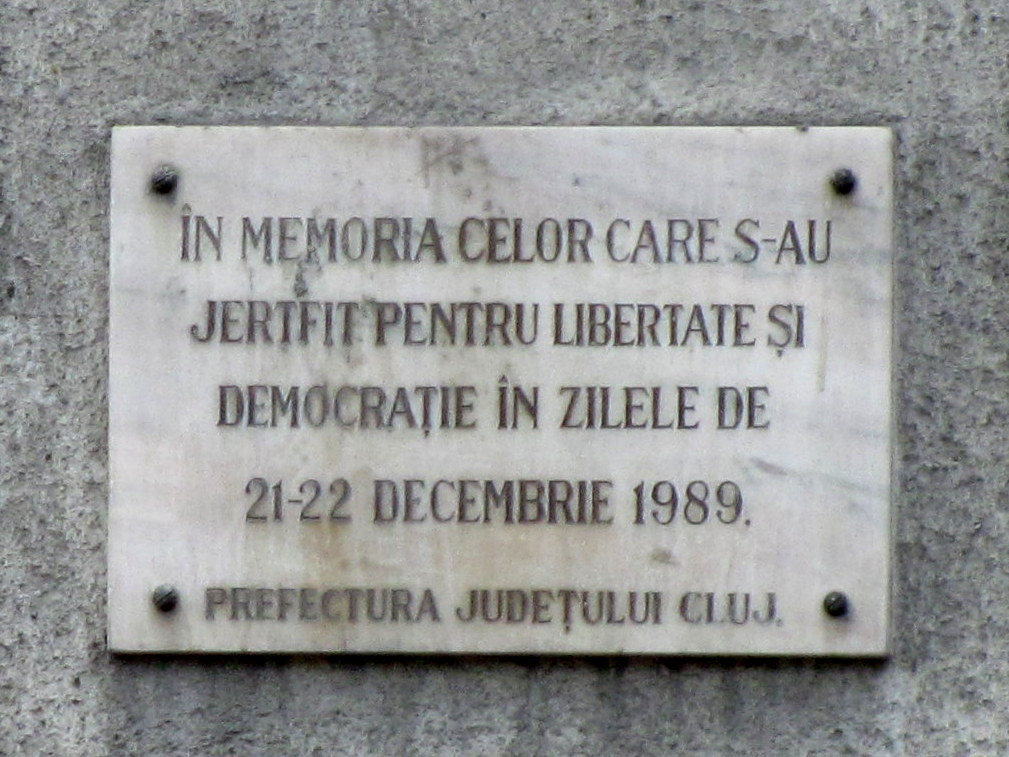
Emléktábla az egyetemi könyvesbolt főtéri oldalán

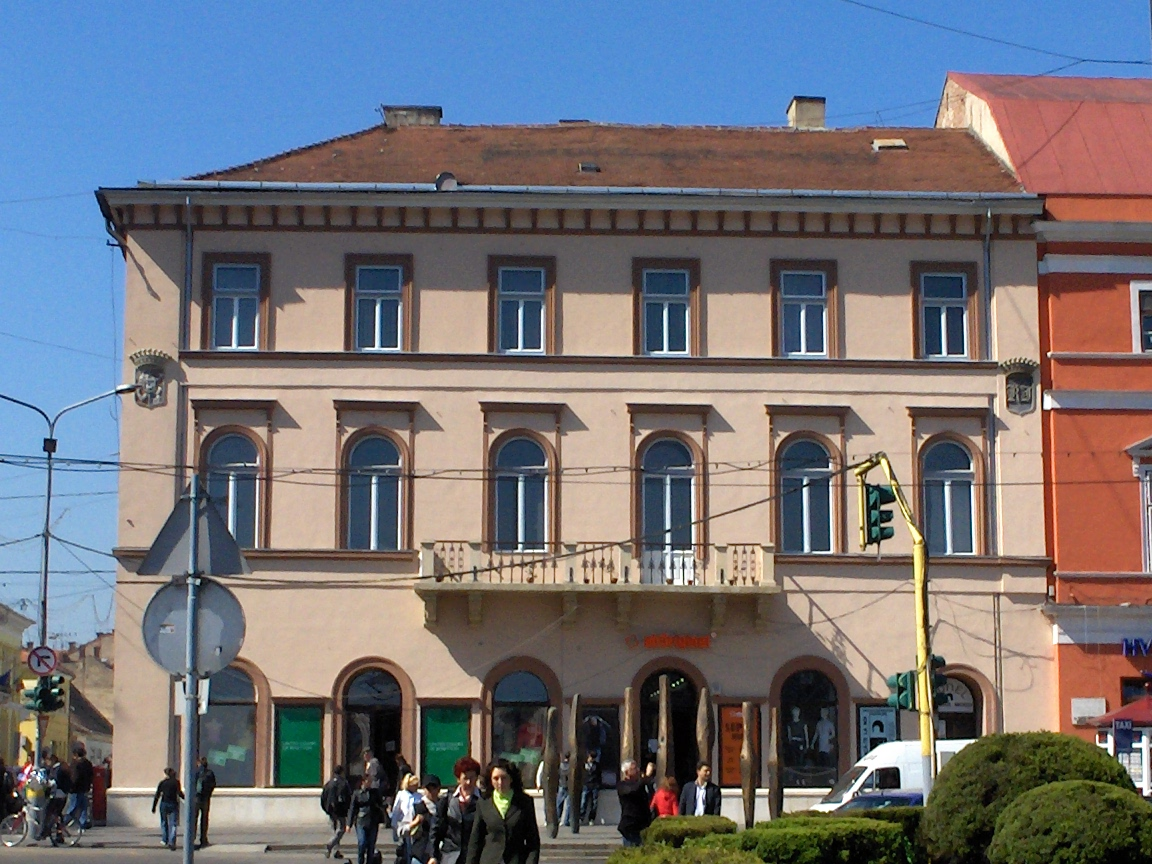
Hétoszlopos emlékmű a Rhédey-palota előtt

## Emlékezés
A Főtéren van egy hét oszlopból álló emlékmű az elesettek emlékére, a földön egy tábla 27 névvel, amelyek között szerepel Călin Nemeș neve is. Az egyetemi könyvesbolt bejárata mellett egy szerény tábla hirdeti, hogy ott halt meg Lucian Matiș forradalmár, egy másikon azokra emlékeznek, akik a szabadságért és demokráciáért áldozták fel életüket.

## Răzvan Rotta felvételei a főtéri megmozdulásról

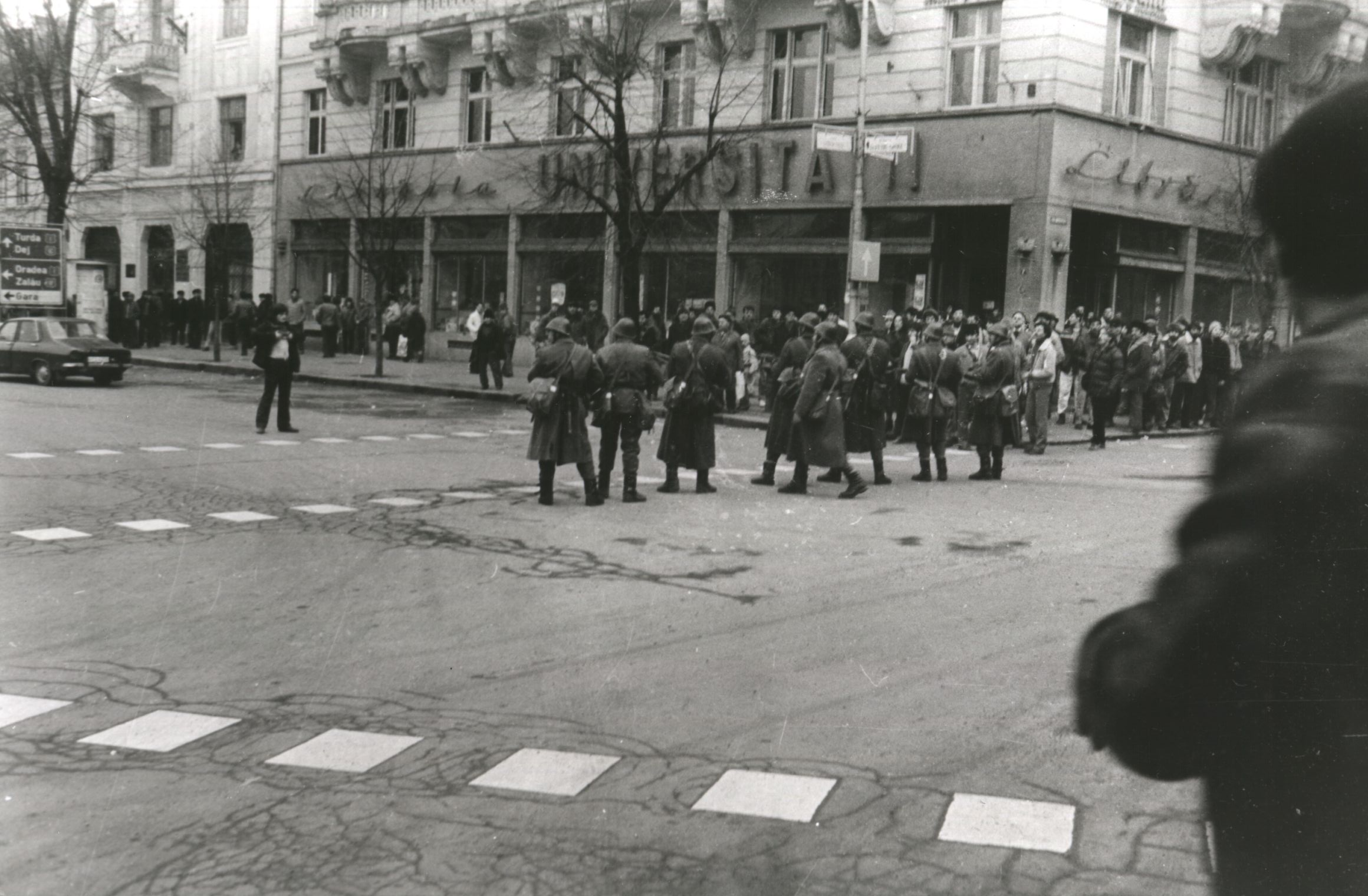
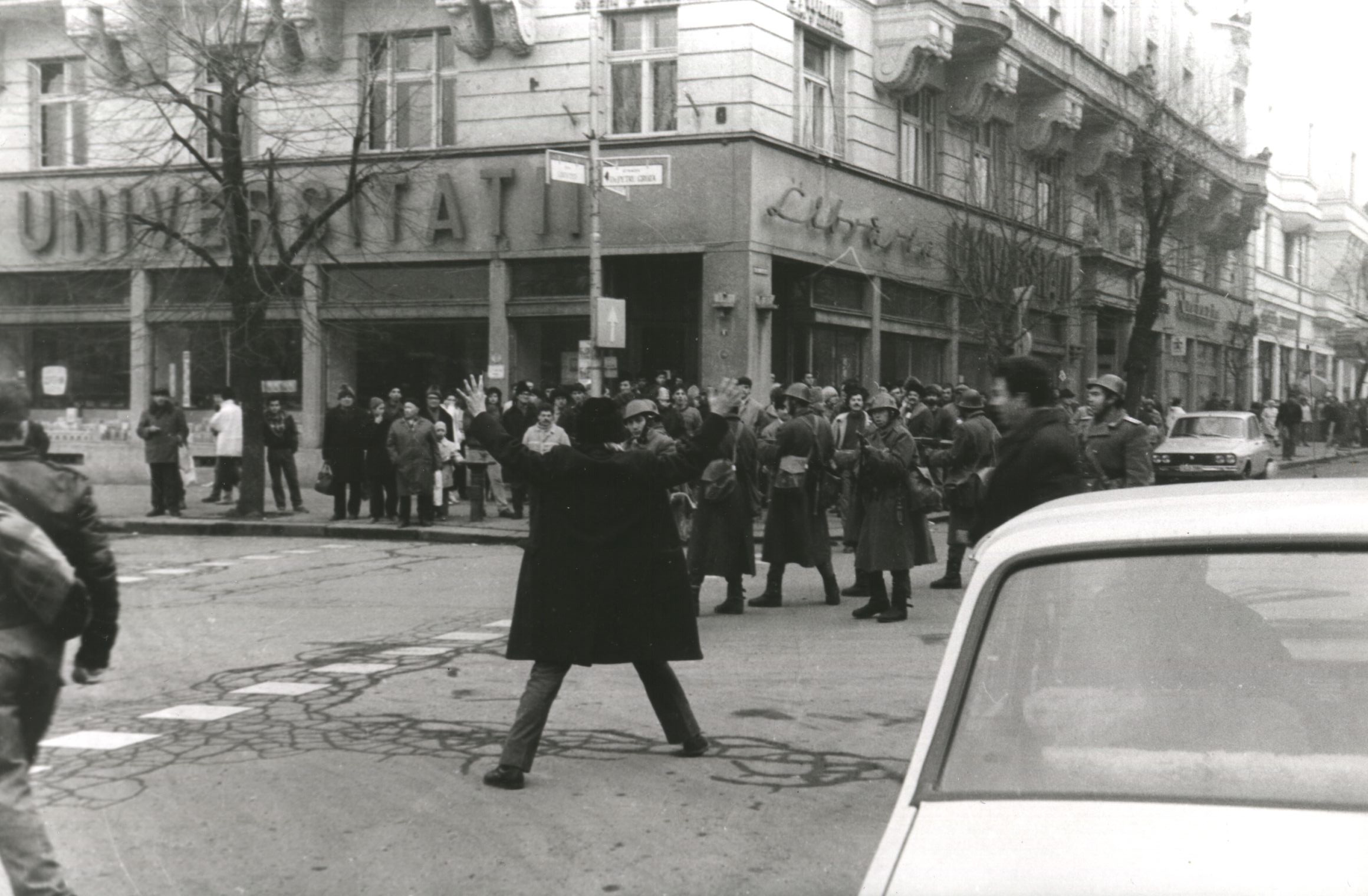
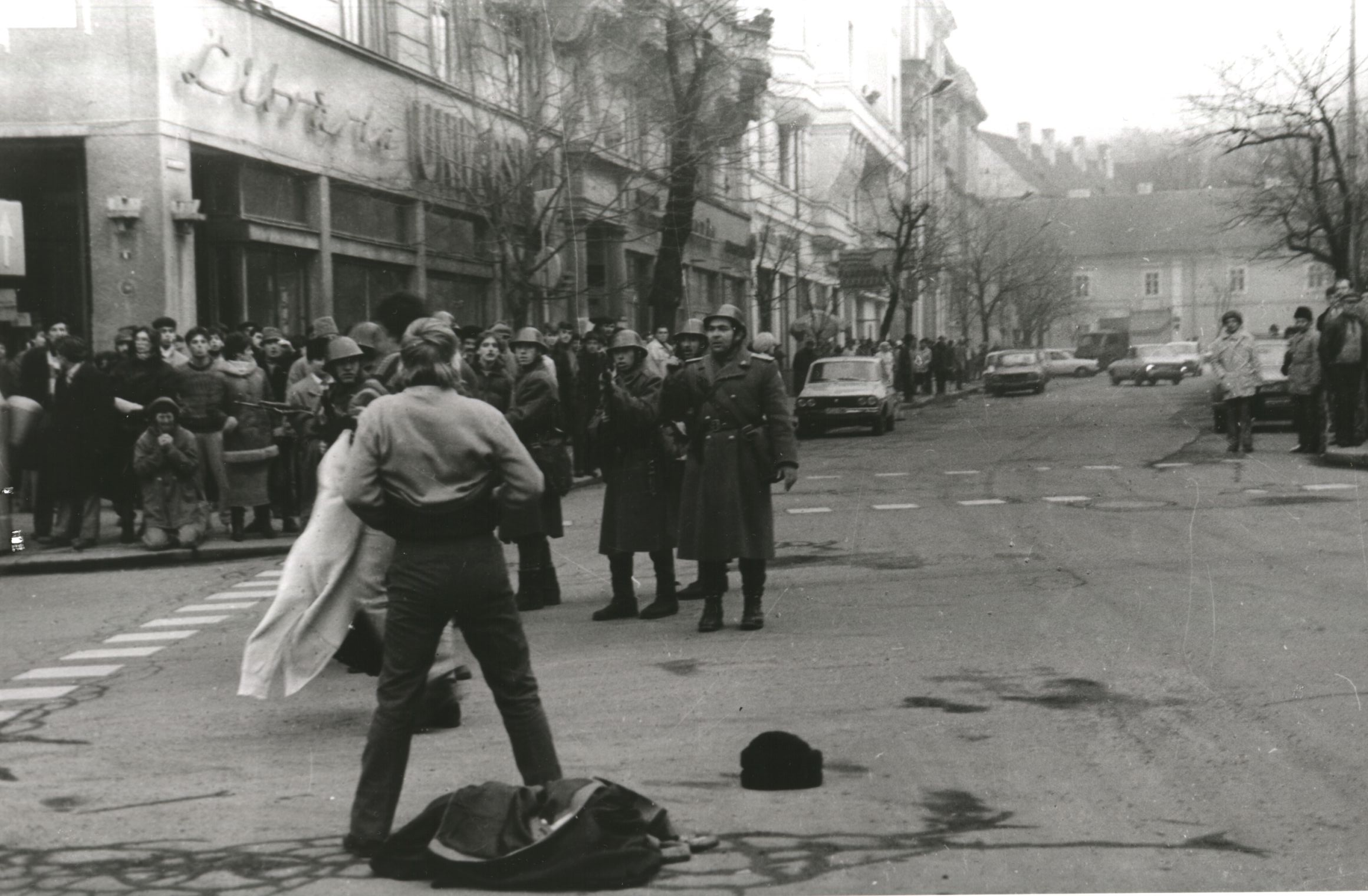
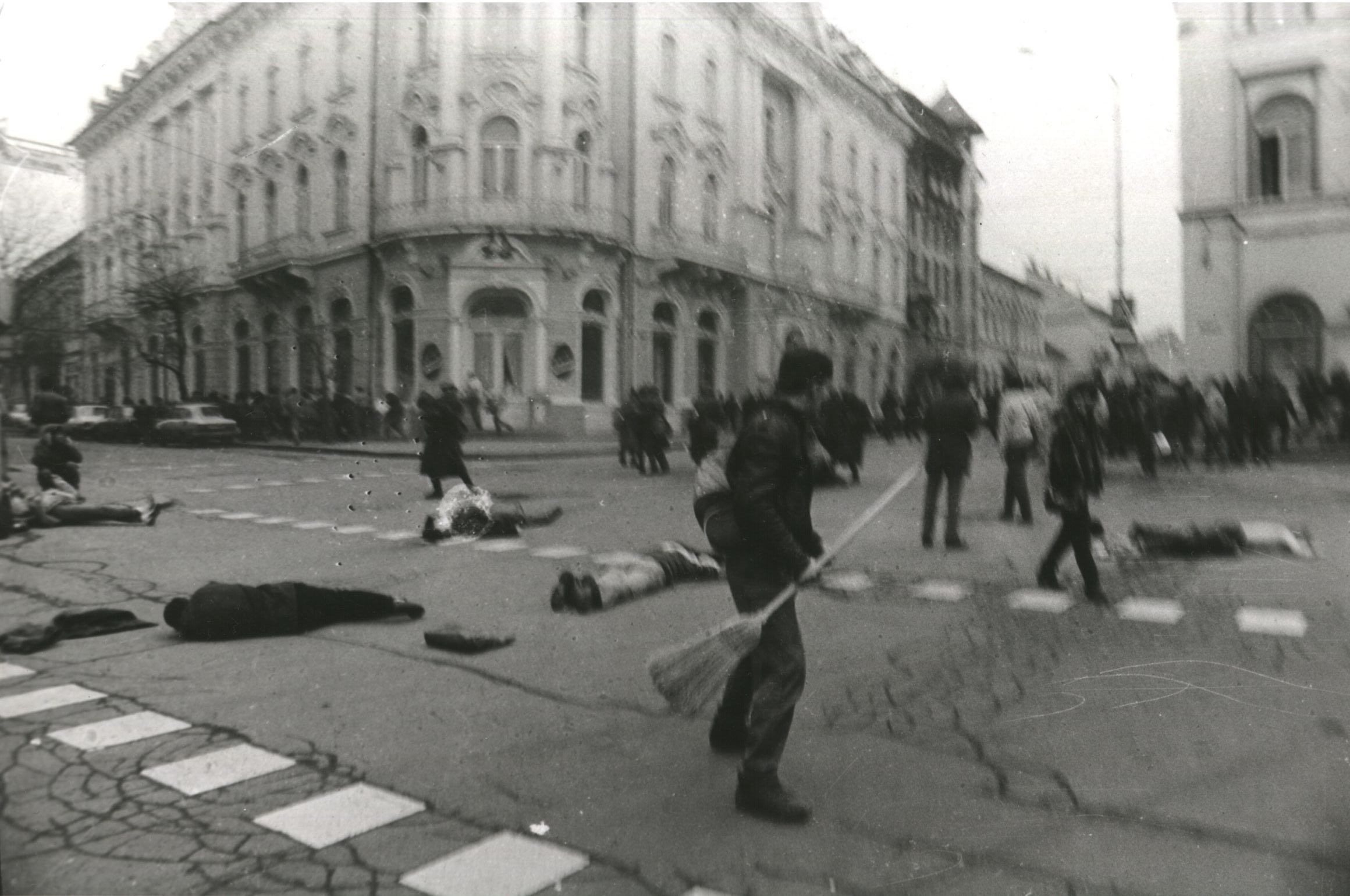
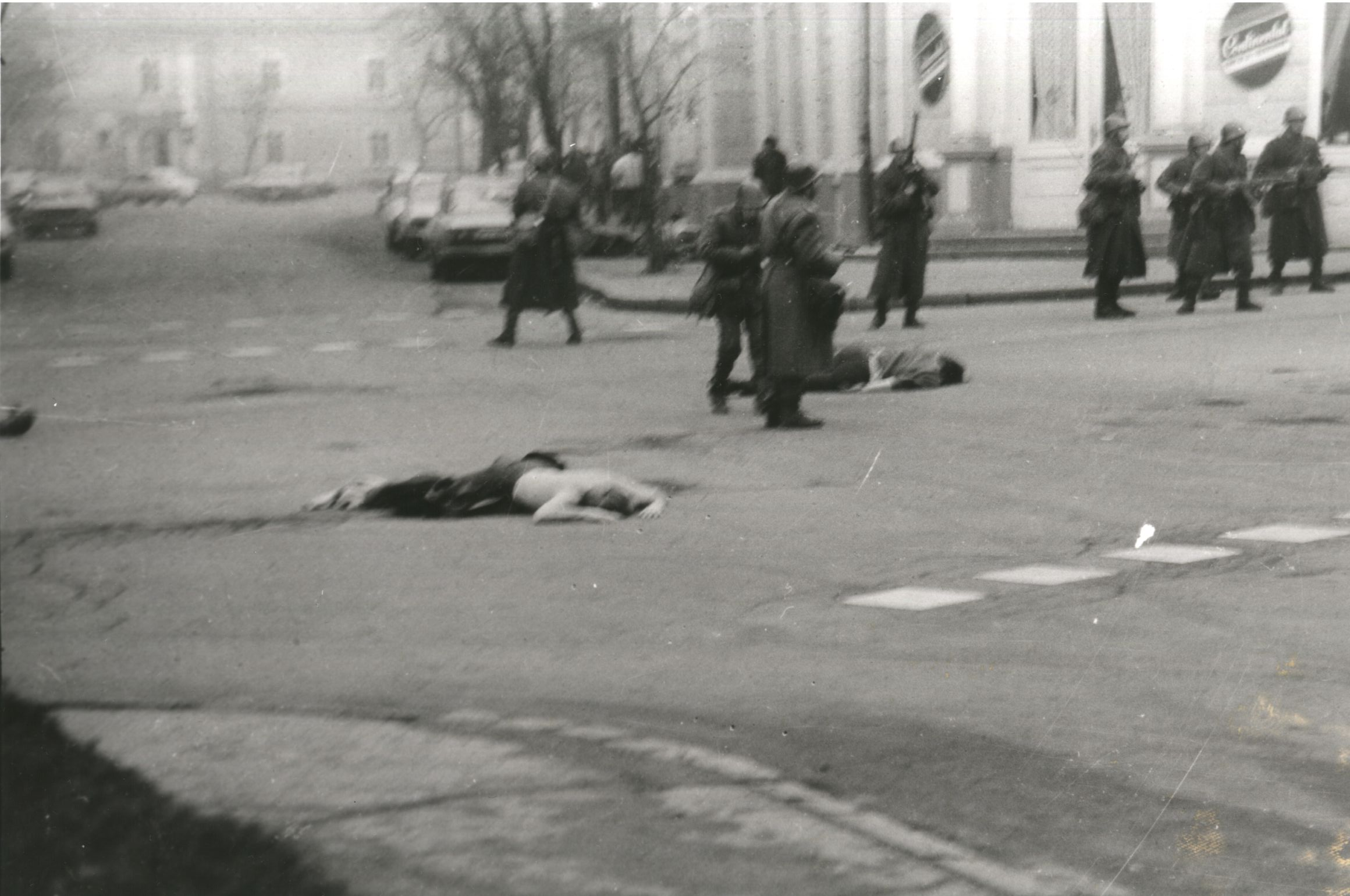
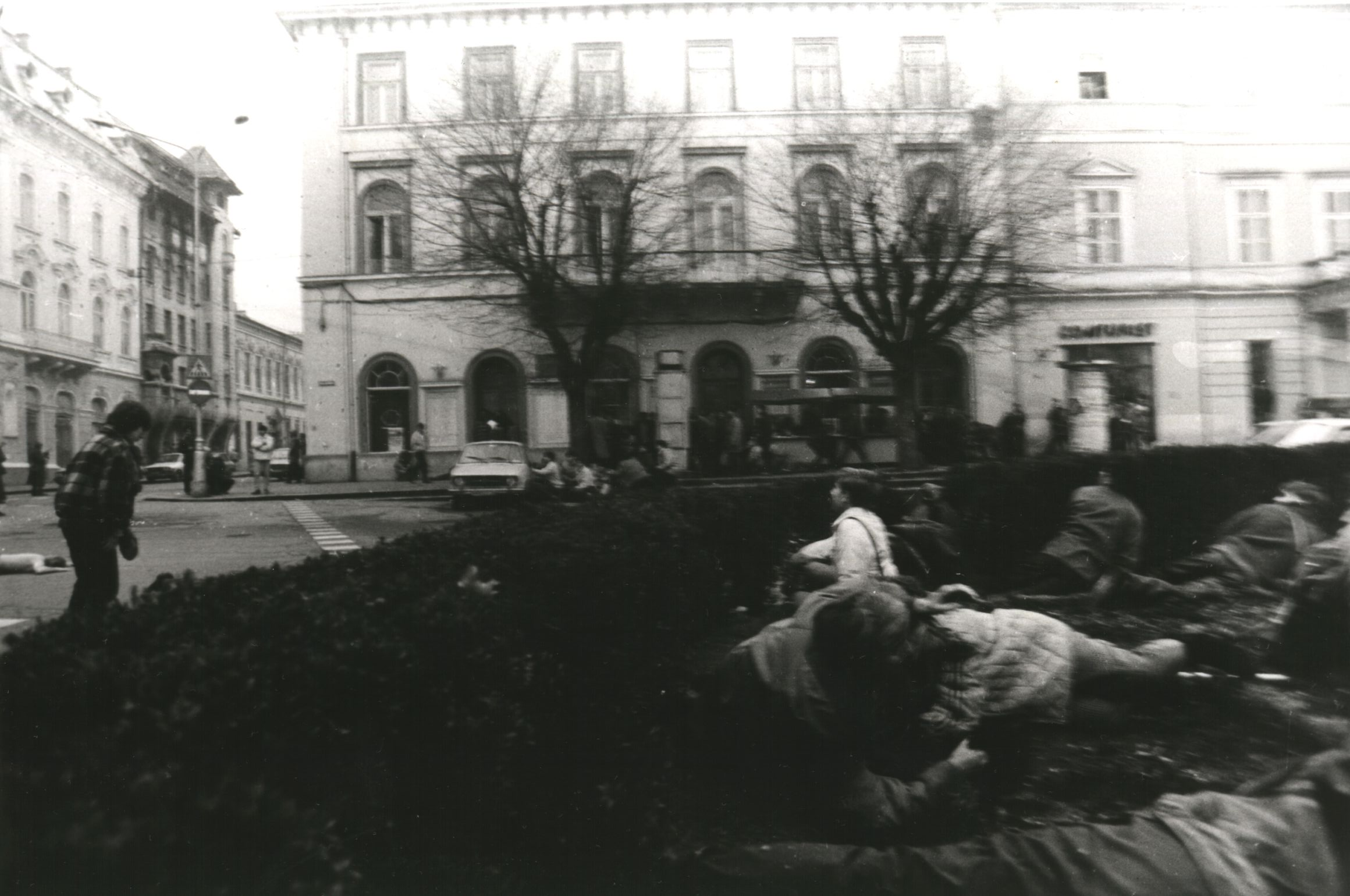
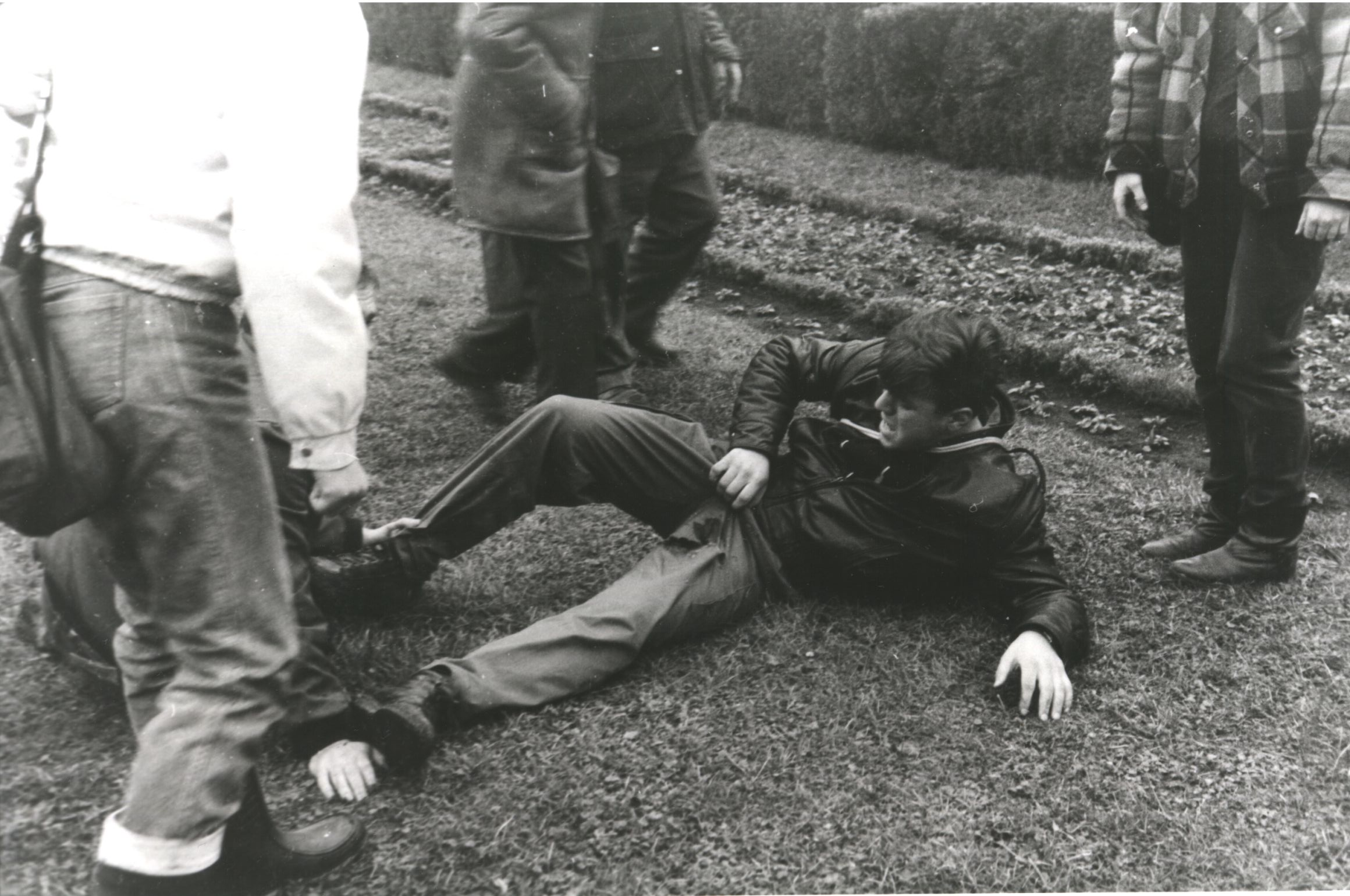
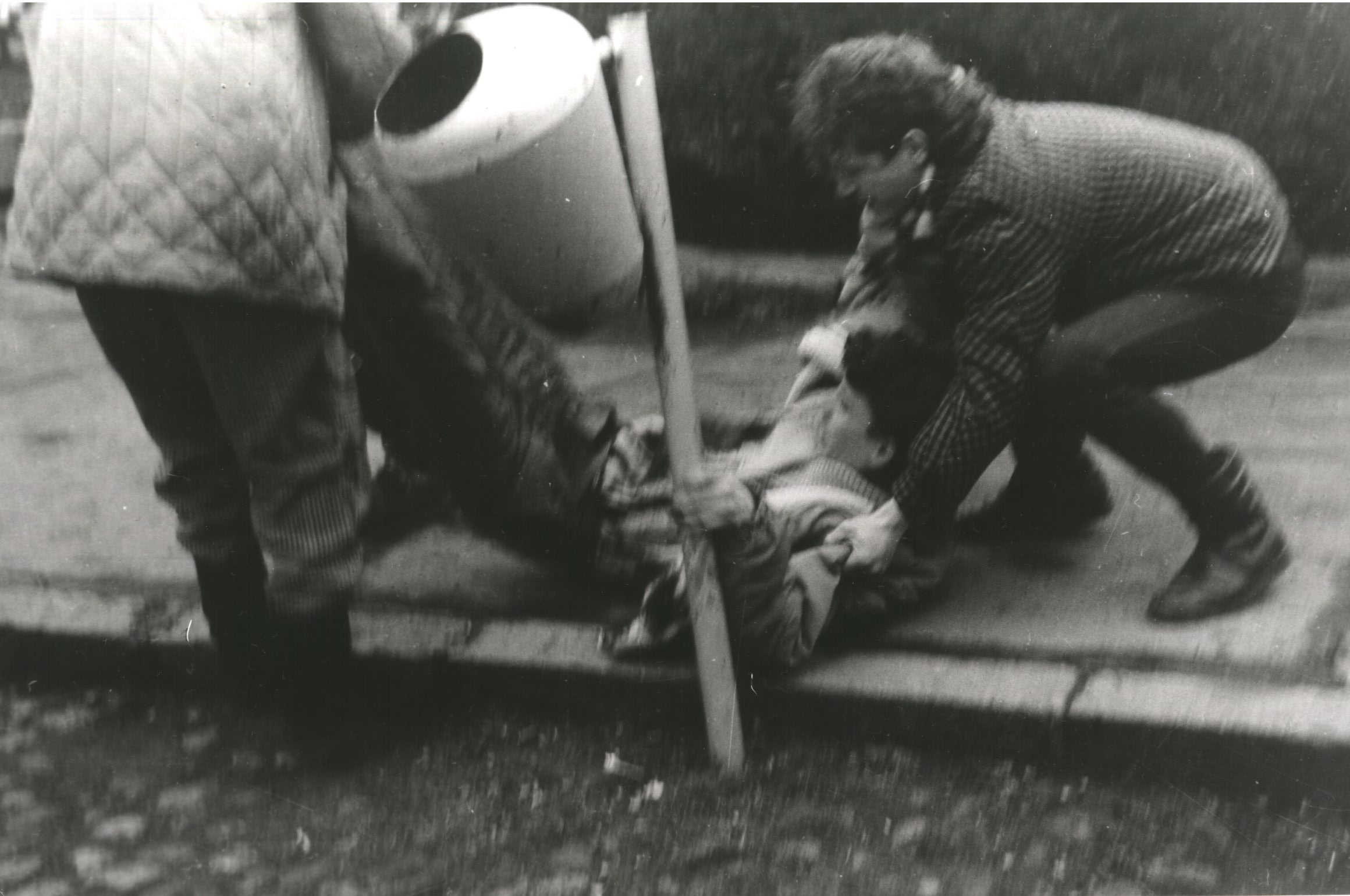